# Matanzas
Matanzas là tỉnh lỵ tỉnh Matanzas, Cuba. Thành phố này nằm ở bờ bắc đảo Cuba, bên bờ vịnh Matanzas (tiếng Tây Ban Nha Bahia de Matanzas), 90 ki-lô-mét (56 mi) về phía đông thủ đô La Habana và 32 ki-lô-mét (20 mi) về phía tây thị xã du lịch Varadero.
Matanzas được mệnh danh là thành phố của những cây cầu do có 17 cây cầu vượt qua ba con sông chảy qua thành phố này (Rio Yumuri, San Juan, và Canimar).
Matanzas được lập năm 1693  với tên San Carlos y San Severino de Matanzas.
Matanzas là một trong những khu vực có đồn điền mía phát triển trong thời kỳ thuộc địa. Nhiều nô lệ châu Phi đã được đưa đến đây để làm việc cho ngành mía đường. Census figures for 1859 put the Matanzas slave population at 104,519.
Đô thị này được chia thành các phường (barrio) Bachicha, Bailén, Barracones, Bellamar, Camarioca, Cárcel, Ceiba Mocha, Colón, Corral Nuevo, Guanábana, Ojo de Agua, Refugio, San Luis, San Severino, Simpson y Monserrate, Versalles và Yumurí.

## Thông tin nhân khẩu

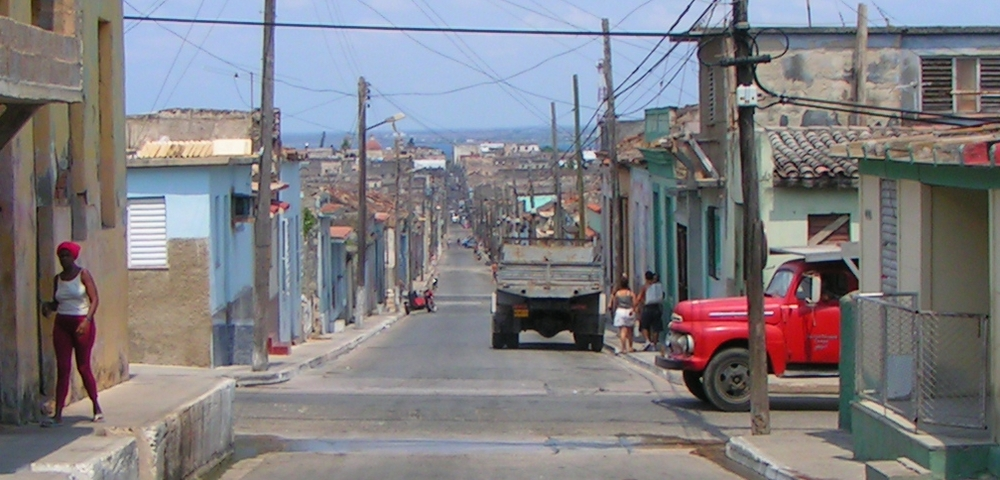
Đường phố nhìn ra vịnh Matanzas

Năm 2004, đô thị Matanzas có dân số 143.706 người. Diện tích là 317 km² (122,4 mi²), với mật độ dân số là 453,3người/km² (1.174người/sq mi).